# أنكر بويي
أنكر بويي هو سياسي دنماركي، ولد في 12 فبراير 1950. نشط حزبياً في الحزب الاشتراكي الديمقراطي. وقد انتخب عمدة Odense Municipality ‏ (2009 – 2016) وانتخب عمدة Odense Municipality ‏ (1994 – 2005).